# بیگانه (فیلم ۱۹۸۱)
بیگانه (به مجاری: Szabadgyalog) فیلمی از بلا تار کارگردان مجارستانی است که در سال ۱۹۸۱ به نمایش درآمد.

## داستان فیلم
شخصیت اصلی فیلم بیگانه مردی است که همه او را بتهوون می‌شناسند. ویولنیستی که از مدرسه موسیقی اخراج شده و اکنون از راه پخش موسیقی در بارها گذران زندگی می‌کند. در این فیلم بر مشکل ازدواج و حس مسوولیت تمرکز می‌شود.

## بازیگران
- آندراش سابو در نقش آندراش
- یولان فودور در نقش کاتا
- ایمره دونکو در نقش چوتس
- ایشتوان بالا در نقش بالاژ
- فرنتس یانوشی در نقش نقاش
- ایمره واش در نقش کاگر

## درون‌مایه
بلا تار این فیلم را به عنوان واکنشی علیه وضعیت سیاسی و کنوانسیون‌های سینمای مجارستان توصیف می‌کند: «چیزهای گه زیادی در سینما وجود داشت، دروغ‌های زیاد. ما در نمی‌زدیم، ما در را می‌شکستیم. ما فقط با چیزهایی تازه، جدید، حقیقی و واقعی داشتیم می‌آمدیم. ما فقط می‌خواستیم واقعیت را نشان دهیم؛ ضد فیلم.»

## دربارهٔ فیلم
بلا تار در ساخت این فیلم از غیر بازیگران و مردم عادی در نقش‌های متناسب با خود استفاده کرده‌است.

## استقبال
آدام بینگهام در کتاب فهرست سینمای جهان در سال ۲۰۱۱ می‌نویسد: «پیش از این که او به شاعر مشهور سینمای اگزیستانسیال تبدیل شود - کارگردانی که به جزئیات زندگی فرومایهٔ مردمان بیگانه در برزخ و نفرین متوسل می‌شود- بلا تار نام خود را در مجارستان، برای مجموعه‌ای از درام‌های گفتمانی-انعطاف‌پذیر و مرتبط با مضمون تعارض درونی و تضاد که در محله‌های نزدیک فروپاشی تدریجی یک واحد خانواده را مشاهده می‌کند، مطرح کرد. بیگانه مسلماُ مهم‌ترین این سه مورد است؛ مطمئناً قهرمان داستان، پیش‌آگاه‌ترین شخصیت آن است (نوازنده‌ای ناراضی و بیگانه که نامش آندرش است، با بازی آندرش سابو، که موسیقی فیلم را نیز ساخته‌است) که مشتاقانه منتظر روح‌های محکوم و عذاب‌دیدهٔ بعدی در نفرین (۱۹۸۸)، هارمونی‌های ورکمایستر (۲۰۰۰) و مردی از لندن (۲۰۰۷) است، حتی اگر چشم بلا تار در این‌جا بیشتر متمرکز بر حالت طبیعی در مقابل تلطیف‌شده، نمای نزدیک، مشاهدهٔ سطح چشم در مقایسه با معاینه از راه دور و با فاصلهٔ طولانی از حالت‌ها در مناظر بدفرجام و ویران باشد… بلا تار به هیچ وجه وقت خود را تلف نمی‌کند بلکه با استفاده از صحنه‌های طولانی و سبک عینی، به مخاطب اجازه می‌دهد شخصیت‌ها را مطالعه کند و چهرهٔ انسانی را به یک مسئلهٔ غنی و پیچیده بدل می‌کند که سوالات فلسفی و همچنین جامعه شناختی را پوشش می‌دهد.»